# Галибін Олександр Володимирович
Олександр Володимирович Галибін (нар. 27 вересня 1955 року, Ленінград, РРФСР, СРСР) — радянський і російський актор театр, кіно і озвучування, режисер театру і кіно, телеведучий. Народний артист Російської Федерації.

## Біографія
Олександр Галибін народився 27 вересня 1955 року в Ленінград, в родині тесляра, який працював декоратором-постановником на кіностудії «Ленфільм».
Акторську кар'єру почав у Театрі юнацької творчості при Ленінградському Палаці піонерів під керівництвом Матвія Григоровича Дубровіна.
У 1977 році закінчив акторське відділення Ленінградського державного інституту театру, музики і кінематографії (ЛДІТМіКа) (майстерня професора Рубена Сергійовича Агамірзяна).
З 1977 по 1979 роки — актор Академічного драматичного театру імені В. Ф. Комісаржевської в Ленінграді. Грав у виставах «Легенда про блазнівський ковпак» (король Філіп) «П'ять вечорів» (Слава), «Бумбараш» (Льовка), «Цар Борис» (тінь царевича Дмитра, чеченець, Федір Годунов) «Десять нерозпечатаних листів» (будівельник БАМу) та інші.
У кіно дебютував 1976 року, виконавши роль Юрія Іванова в художньому фільмі режисера Семена Арановича «...та інші офіційні особи». Після виходу на кіноекрани детективної художньої стрічки режисера Олександра Файнциммера «Трактир на П'ятницькій» (1978), де Олександр зіграв роль злодія-щипача «Пашки-Америки», його ім'я стало широко відомо радянському глядачеві. Всього в кінокар'єрі артиста понад 50 фільмів.
З 1981 по 1988 роки — актор студії кіноактора при кіностудії «Ленфільм».
У 1985 році виконав головну роль радянського інженера Іллі Крутіна в спільному радянсько-в'єтнамському фільмі «Координати смерті» (в'єт. Tọa độ chết) режисерів Самвела Гаспарова та Нгуєн Суан Тяна.
Олександр Галибін двічі зіграв роль Миколи II: у багатосерійному телевізійному художньому фільмі «Життя Клима Самгіна» (тут же зіграв Діомідова, режисер Віктор Титов, 1986) і в картині «Романови. Вінценосна сім'я» (режисер Гліб Панфілов, 2000).
У 1988 році вступив до ГІТІСа імені А. В. Луначарського в Москві на режисерське відділення. До 1992 року працював в «лабораторії» Московського театру «Школа драматичного мистецтва». У 1989 році дебютував як режисер виставою «Ескоріал» за п'єсою бельгійського драматурга Мішеля де Гельдерода (Гільдія акторів кіно Росії). У 1993 році випустив радіо-спектакль «Гравці» по однойменній комедії Миколи Гоголя.
У 1993 році в Санкт-Петербурзькому державному Молодіжному театрі на Фонтанці випустив дипломний спектакль «Ла фюнф ін дер люфт» («Лавочкін-п'ять у повітрі») за п'єсою Олексія Шипенка. Режисер вивів на сцену «грішних… слабких, загнаних… чорнушним життям» героїв і «висвітлив їх змучені обличчя». Вистава визнана найкращою режисерською роботою 1993 року, а виконавці головних ролей — Костянтин Воробйов і Марія Шитова — найкращими акторами сезону.
У 1994 році Олександр Галибін закінчив режисерський факультет Російського інституту театрального мистецтва-ГІТІСу у Москві за спеціальністю «Режисура драми» (майстерня Анатолія Олександровича Васильєва).
З 1993 по 1995 роки працював черговим режисером у Державному драматичному театрі «На Ливарному» в Санкт-Петербурзі. Першою постановкою в Театрі «На Ливарному» став «програмний» для Олександра Галибіна спектакль «Три сестри» Антона Чехова, в якому режисер використовував «ефект схрещування», ввівши в дію уривки зі знаменитого спектаклю «Три сестри» Володимира Немировича-Данченка, поставленого у МХАТі у 1940 році. «У „Трьох сестрах“ режисер змінив звичний філософський масштаб п'єси. Його вистава — це „погляд на чеховських героїнь з вічності, з невизначеної епохи“. Немов з іншого часу, з іншого виміру доносяться голоси мхатівського спектаклю, в них сміх, тепло. Зовсім інше в галибінському спектаклі: герої тут не живуть, а „згадують про чуже життя, безпристрасно-відсторонено вимовляють чеховський текст, як чужу роль“». У 1994 році цей спектакль отримав визнання і перше місце в конкурсі «Театр — Школа — класика і сучасність».
Потім Олександр Галибін звернувся до сучасної драматургії: «Арфа привітання» М.Богомольного (1994), «Міський романс» М. Угарова (спектакль був визнаний найкращим спектаклем сезону, побував на гастролях у Німеччині, Польщі, отримавши високу оцінку зарубіжної театральної преси), «Віра, Надія, Любов (Карамболь)» Ю. Князєва (1999).
У Російському театрі драми імені О. С. Пушкіна («Александринському театрі») у Санкт-Петербурзі Олександр Галибін поставив вистави: «Вихованка» Олександра Островського (1995), де стилізував театральний світ, наповнений пристрастями і недосяжною для життя яскравістю; «Сказання про царя Петра і убієнного сина його Олексія» по Фрідріху Горенштейну (1997), де режисер вибудував свій спектакль на зіставленнях, контрастах, асоціаціях і в результаті відома схема взаємин Петра I та сина наповнилася новим, потужним трагічним змістом; «Одруження» (1998, нова редакція — 2004) — вистава, в якій режисерові вдалося, зберігши гоголівський гумор, відтворити часом гротескну, часом трагічну нитку життя.
Ставши головним режисером «Александрінського театру» (2003—2005), поставив три вистави: «Ангажемент» за п'єсою Ю. Князєва «Динамо», комедії А. П. Чехова «Чайка» (2004) та «Нора» Г. Ібсена (2005).
У Державному Ризькому театрі російської драми Олександр Галибін випустив у стилістиці німого кіно спектакль «Очі дня» («Мата Харі») Олени Греміної (1998). Ним здійснено постановку опери «Пікова дама» Петра Чайковського (1999, «Маріїнський театр»). Інші постановки: «Плачевна Повість про Дон Кіхота Ламанчського» Олени Греміної (2000, Новосибірський академічний молодіжний театр «Глобус»), «Фрекен Жюлі» Августа Стріндберга (2000, «Балтійський дім»), «З коханими не розлучайтеся» Олександра Володіна (2002, Театр «На Ливарному», Санкт-Петербург) «Іоанн Хреститель» Світлани Губайдулліної (2002, «Маріїнський театр»).
Випустив кілька вистав за кордоном: «Злочин і кара» Федора Достоєвського (1997, Театральна академія Цюрих, Швейцарія), «Гравець» Миколи Гоголя (1997, Брегенс, Австрія), «Недоумкуватий Журден» (1999, Міккеле, Фінляндія), «Дядя Ваня» Антона Чехова, (2000, Ольштин, Польща).
У 2000 році Олександр Галибін виступив як художній керівник і режисер проекту «Москва-Відкрите місто», здійсненого спільно з Британською Радою, театром " Роял Корт "(Лондон) за участю національної театральної премії «Золота маска».
На його рахунку два телевізійних проекти: трисерійний проект, присвячений відкритим спільним репетиціям найстаріших акторів Санкт-Петербурга з молодим поколінням артистів «Тихіше! Йде репетиція» (режисер проекту; «П'ятий канал», Санкт-Петербург); і проект, присвячений роботам провідних режисерів Санкт-Петербурга "Срібний Вік Петербурзької режисури " (співавтор і ведучий проекту; телеканал «Росія-Культура»).
З 2000 по 2003 роки Олександр Галибін — головний режисер Новосибірського академічного молодіжного театру «Глобус». З його приходом театр не тільки не втратив своїх принципів — відкритість світовому художньому досвіду, співпраця з майстрами різних напрямків і шкіл, свідомість і проведення культурно-просвітницьких проектів, а й здобув чітку позицію репертуарної політики. Прихильність режисера російської та зарубіжної класики збагатила театр наступними постановками: «Гравці» Миколи Гоголя, «Цар Максиміліан» Олени Греміної (спектакль удостоєний гран-прі в номінації «Найкраща режисура в драматичних театрах» Новосибірського конкурсу «Парадіз») і «Покірлива» Федора Достоєвського в 2001 році, "Одруження Фігаро П'єра Бомарше, «Бульвар злочинів» Е. — Е. Шмітта в 2002 році.
У 2008 році призначений художнім керівником Московського драматичного театру імені К. С. Станіславського. У липні 2011 року контракт з Галибіним не був продовжений Департаментом культури міста Москви, і режисер покинув театр.
Олександр Галибін набрав свій курс у Театральному інституті імені Бориса Щукіна у Москві.
У 2014 році став художнім керівником акторсько-режисерського курсу в ГІТІСі при Московському театрі «Школа сучасної п'єси».
Із 21 листопада 2014 року по вересень 2017 року — ведучий програми «Чекай мене» на «Першому каналі».
Член Громадської ради при Міністерстві культури Російської Федерації з 2016 року.

### Особисте життя
- Перша дружина — Ольга Наруцька (нар.. 1950), режисер, актриса, філолог. Однокурсниця Олександра Галибіна по ЛДІТМіКу, на якій він одружився, будучи студентом другого курсу Інституту.
  - Дочка — Марія Наруцька-Лосєва (нар.. 1978).
    - Онука — Єлизавета (нар.. 1999).
- Друга дружина — Рут Вінекен (Ruth Wyneken; нар.. 1946, Німеччина), перекладач, письменник, драматург, публіцист, педагог. Олександр Галибін познайомився з нею, вивчаючи режисуру на курсі Анатолія Васильєва і працюючи в «Лабораторії» театру «Школа драматичного мистецтва» в Москві.
- Третя дружина — Ірина Савіцкова, актриса. Проживають всією сім'єю в Москві в будинку на Патріарших ставках.[6]
  - Дочка — Ксенія (нар.. 2003).
  - Син — Василь (нар.. 2014).

## Творчість

### Театральні роботи

#### Постановки вистав
- 2002 — «З коханими не розлучайтесь» Олександра Володіна в Театрі на Ливарному в Санкт-Петербурзі
- 2002 — «Бульвар злочинів» Е.-Е. Шмітта в Новосибирському академічному молодіжному театрі «Глобус»[7]
- 2007 — «Ловелас» за мотивами роману «Бідні люди» Ф. М. Достоєвського в Московському театрі-студії під керівництвом Олега Табакова[8]

### Фільмографія

#### Озвучування
- 1976 — ...та інші офіційні особи — Юрій Костянтинович Іванов, син Іванова
- 1978 — Трактир на П'ятницькій — «Пашка-Америка» (Павло Іванович Антонов), злодій-щипач
- 1979 — Іванцов, Петров, Сидоров —  Геннадій Борисович Іванцов
- 1979 — Червоні погони —  рядовий Груньов
- 1980 — Поема про крила — Костя
- 1980 — Ляпас — Саша
- 1980 — Мужність —  Сергій
- 1981 — Казка, розказана вночі —  вугляр Петер Мунк
- 1981 — Такі ж, як ми! —  Валерій Носарёв
- 1981 — Хто заплатить за удачу —  соратник Антоніни
- 1981 — Шостий —  зв'язковий банди вахрамеївців
- 1981 — Сто радощів, або Книга великих відкриттів — студент
- 1982 — Шкура віслюка — принц Жак
- 1982 — Моя любов — Революція (телеспектакль) —  Віктор Піддубці
- 1983 — Нас вінчали не в церкві —  революціонер-народник Сергій Синьогуб
- 1983 — Без особливого ризику —  лейтенант міліції Віктор Сергійович Петров, інспектор карного розшуку
- 1983 — Тривожний виліт —  Кокорєв
- 1984 — Приступити до ліквідації —  Степан Казимирович Бурковський, «Кузима»
- 1984 — Я за тебе відповідаю —  замполіт
- 1984 — Найкраща дорога нашого життя — Андрєєв
- 1984 — Мій обранець —  Зуйков, народний депутат
- 1985 — Батальйони просять вогню —  старший лейтенант Кондратьєв
- 1985 — Координати смерті —  Ілля Крутін, радянський інженер
- 1986 — Винятки без правил (новела «Скріпки») —  Ігор Андрійович Степанов
- 1986 — Шлях до себе —  Володимир Крилов
- 1986 — Степова ескадрилья — агроном
- 1986 — Життя Клима Самгіна — Микола II / Діомідов
- 1987 — Джек Восьмьоркін — «Американець» — Василий Капралов, голова комуни
- 1987 — Срібні струни — Василь Васильович Андрєєв
- 1988 — Чоловік і дочка Тамари Олександрівни —  Валерій, батько Каті, чоловік Тамари Олександрівни
- 1989 — Воно —  юродивий
- 1990 — Історія хвороби —  старший брат
- 2000 — Романови. Вінценосна сім'я —  імператор Микола II  (озвучував Віктор Раков)
- 2004 — Рагін —  Іван Дмитрович Громов
- 2005 — Майстер і Маргарита —  Майстер  (озвучував Сергій Безруков)
- 2005 — Перше правило королеви —  Гліб Звоницький, майор ФСБ
- 2005 — Сліпий 2 —  Павлов
- 2007 — Консерви —  Валерій Астраханцев
- 2007 — Свій-чужий —  Віталій Петрович Іллюхін, полковник
- 2007 — Гріхи наші —  Андрій Вікторович Бачурін
- 2007 — Він, вона і я —  Дмитро Белявський
- 2007 — Помста —  Леонард
- 2007 — Сорок —  Михайло
- 2008 — Доля повелителя /  Hökmdarin taleyi  (Азербайджан) —  князь Ціціанов
- 2008 — Адель —  Захаров
- 2008 — Вирок —  Андрій
- 2008 — Псевдонім «Албанець» 2 —  Чалий, збіглий зек
- 2009 — Летючий загін —  Василь Андрійович Трапезников, генерал ФСБ
- 2009 — Актор, або Любов не за сценарієм —  Олексій Орлов, актор
- 2010 — 9 травня. Особисте ставлення (новела «Слухач») —  сліпий
- 2011 — Акула —  Владислав Валерійович
- 2011 — Фурцева —  Григорій Чухрай
- 2011 — Одкровення —  Ілля Петрович, начальник охорони  (серія № 22 «Охоронець»)
- 2011 — Грибний цар —  Олексій
- 2012 — Людина нізвідки —  Павло Павлович Вершинін, наркобарон
- 2012 — Білий мавр, або Інтимні історії про моїх сусідів —  Андрій
- 2013 — Погана кров —  Іван Олексійович Костомаров, олігарх
- 2013 — Вижити Після —  Іван Сергійович Радомський, учений-генетик  (озвучував Борис Репетур)
- 2014 — 22 хвилини —  Декалін, капітан танкера-газовоза «Ямал»
- 2014 — Розриваючи замкнуте коло /  Tyghyryqtan zhol tapqan  —  Григорій Файнберг, геолог, колишній політзек
- 2014 — Біси —  губернатор фон Лембке
- 2014 — Світ для двох —  Борис Іванович Денисов, батько Макса
- 2014 — Висока кухня —  Михайло Андрєєв, батько Маші
- 2014 — Кримінальний спадок — Борис Андрійович Єрмаков
- 2016 — Чемпіони: Швидше. Вище. Сильніше —  Леонід Якович Аркаєв, тренер зі спортивної гімнастики
- 2016 — Другий зір —  Віктор Миколайович Файзов
- 2017 — Piter by Каста
- 2017 — Наліт —  Ігор Васильович Кисельов, заступник губернатора
- 2017 — Морозова —  Валерій Зайцев, генерал
- 2017 — Лікар Ріхтер —  доктор Калінін, батько Володимира
- 2017 — Ходіння по муках — Борис Савінков
- 2017 — Шуберт —  Павло Сергійович Семенов («Поводир»), полковник, співробітник Управління по боротьбі з тероризмом
- 2019 — Фантом —  Костянтин Ширяєв
- 2020 — Вир —  Ставкевич, співробітник Слідчого комітету
- 2020 — Вовк —  генерал Суходеєв
- 2020 — Смертельні ілюзії
- 2020 — Хор — Вадим

#### Режисер
- 2004 — Цар Максиміліан (фільм-спектакль)
- 2004 — Розповідь про царя Петра і сина його царевича Олексія (фільм-спектакль)
- 2004 — Гравці (фільм-спектакль)
- 2007 — 40
- 2010 — Комедіанти (фільм-спектакль)
- 2016 — Золота рибка (режисерський дебют у повному метрі)[9]
- 2019 — Сестричка[10]
- 2021 — Маруся Форе!

#### Озвучування
- 1980 — Тройне сальто / Al treilea salt mortal (Соціалістична Республіка Румунія) — * 1989 — Долина предків («Киргизфільм», СРСР) — Саки (роль Расула Укачіна)
- 2019 — Сестричка — закадровий переклад з башкирської мови.

## Нагороди та визнання

### Державні нагороди
- 1991 — почесне звання «Заслужений артист РРФСР».
- 2006 — почесне звання «Народний артист Російської Федерації» — за великі заслуги в галузі мистецтва[2].
- 2017 — орден Дружби — За заслуги в розвитку вітчизняної культури і мистецтва, засобів масової інформації, багаторічну плідну діяльність[11].

### Громадські нагороди
- 2016 — приз Федерації Кіноклубів Росії в російській програмі на XXXVIII Московському міжнародному кінофестивалі (23-30 червня 2016 року) — за режисерську роботу над повнометражним художнім фільмом «Золота рибка»[9] (Росія, 2016)[12].
- 2016 — спеціальний приз імені Олександра Твардовського з формулюванням «за переосмислення класики» на IX Всеросійському кінофестивалі акторів-режисерів «Золотий Фенікс» у Смоленську (2-6 вересня 2016 року) — за режисерську роботу над повнометражним художнім фільмом «Золота рибка» (Росія, 2016)[13].
- 2020 — гран-прі за художній фільм «Сестричка» на V премії «На Благо світу»[14][15][16][17][18][19][20][21][22].

## Примітка
1. 1 2 3  Чеська національна авторитетна база даних
2. 1 2  Указ Президента Российской Федерации от 3 июня 2006 года № 555 «О награждении государственными наградами Российской Федерации». Архів оригіналу за 10 червня 2021. Процитовано 10 червня 2021.
3. ↑  Режиссёрский факультет. Наши выпускники (1934 — настоящее время). [Архівовано 4 травня 2018 у Wayback Machine.] Официальный сайт Российского института театрального искусства — ГИТИСа // gitis.net
4. ↑  Видео: Телевизионная программа «Жди меня» на «Первом канале». Выпуск программы от 21 ноября 2014 года. vid.ru. ЗАО «Телекомпания ВИD». 21 листопада 2014. Архів оригіналу за 16 травня 2021. Процитовано 21 листопада 2014. {{cite web}}: Проігноровано невідомий параметр |accessyear= (можливо, |access-date=?) (довідка)
5. ↑  Общественный совет при Министерстве культуры Российской Федерации. [Архівовано 3 червня 2019 у Wayback Machine.] Официальный сайт Министерства культуры Российской Федерации // mkrf.ru
6. ↑  Личная жизнь Александра Галибина: Ирина Савицкая, Ольга Наруцкая. wellnesso.ru. Архів оригіналу за 8 травня 2021. Процитовано 21 квітня 2021.
7. ↑  Спектакль «Бульвар преступлений». Официальный сайт Новосибірського академічного молодіжного театру «Глобус» // globus-nsk.ru. Архів оригіналу за 28 жовтня 2011. Процитовано 27 вересня 2011.
8. ↑  Спектакль «Ловелас». [Архівовано 13 січня 2019 у Wayback Machine.] Официальный сайт Московського театру-студії під керівництвом Олега Табакова // tabakov.ru
9. 1 2  ВИДЕО. Новости культуры. Состоялся предпремьерный показ фильма «Золотая рыбка» режиссёра Александра Галибина. [Архівовано 15 грудня 2019 у Wayback Machine.] Официальный сайт телеканала «Россия-Культура» // tvkultura.ru (29 января 2016 года)
10. ↑  Марина Суранова. «Человек порядочный всегда будет востребован». — Народный артист России Александр Галибин − о жизненных ценностях, семейном кино и актёрских секретах. [Архівовано 10 червня 2021 у Wayback Machine.] Газета «Известия» // iz.ru (8 января 2019 года)
11. ↑  Указ Президента Российской Федерации от 27 июня 2017 года № 288 «О награждении государственными наградами Российской Федерации». Архів оригіналу за 26 вересня 2018. Процитовано 10 червня 2021.
12. ↑  Новости. XXXVIII ММКФ: Георгий для «Дочери». — 30 июня в столице завершился 38-й Международный кинофестиваль. [Архівовано 10 червня 2021 у Wayback Machine.] // ruskino.ru (1 июля 2016 года)
13. ↑  Новости. IX ВКФ «Золотой Феникс». «Бриллиантовый Феникс» для Говорухина. — 6 сентября в Смоленске завершился 9-й Всероссийский кинофестиваль актёров-режиссёров «Золотой Феникс». [Архівовано 10 червня 2021 у Wayback Machine.] // ruskino.ru (8 сентября 2016 года)
14. ↑  Сабадаш В. Премии за доброту в искусстве «На Благо Мира» вручены // Агентство Популярной Информации (ЭЛ № ФС 77 - 57510 от 27.03.2014) : сетевое издание. — М., 2020. — Число 12. — 12. Архівовано з джерела 12 грудня 2020. Процитовано 10 червня 2021.
15. ↑  Премия «На Благо Мира» вручила награды 2020 года // Мир женской политики (ЭЛ № ФС 77 - 61158 от 30.03.2015) : сетевое издание. — М., 2020. — Число 12. — 12. Архівовано з джерела 10 червня 2021. Процитовано 10 червня 2021.
16. ↑  Премия «На Благо Мира» вручила награды 2020 года // сайт журнала «Экоград» (ПИ № ФС 77 — 18687 от 02.11.2004) : сайт. — М. : Департамент природопользования и охраны окружающей среды города Москвы, 2020. — Число 12. — 12. Архівовано з джерела 14 травня 2021. Процитовано 10 червня 2021.
17. ↑  Сабадаш В. Главная премия страны назвала лауреатов // World news and Showbiz news (ЭЛ № ФС 77 — 70780 от 21.08.2017) : сайт. — М., 2020. — Число 12. — 12. Архівовано з джерела 16 травня 2021. Процитовано 10 червня 2021.
18. ↑  Каневская Л. Премия «На Благо Мира» вручила награды 2020 года // Независимый интернет-журнал «Мнение» : сайт. — М., 2020. — Число 12. — 12. Архівовано з джерела 20 січня 2021. Процитовано 10 червня 2021.
19. ↑  Премия «На Благо Мира» вручила награды 2020 года // Городской портал : сайт. — М., 2020. — Число 12. — 12. Архівовано з джерела 10 червня 2021. Процитовано 10 червня 2021.
20. ↑  Премия «На Благо Мира» вручила награды 2020 года // musecube.org : сайт. — 2020. — Число 13. — 12. Архівовано з джерела 17 лютого 2021. Процитовано 10 червня 2021.
21. ↑  Церемония награждения лауреатов Премии «На Благо Мира — 2020» (10.12.2020) на YouTube
22. ↑  Торжественная церемония Премии «На Благо Мира» состоялась // Премия «На Благо Мира» : официальный сайт. — М., 2020. — Число 11. — 12. Архівовано з джерела 16 грудня 2020. Процитовано 10 червня 2021.